# Amiens Sport Tennis de table
L'Amiens Sport Tennis de table (ASTT) est un club français de tennis de table situé à Amiens. Il a été sacré trois fois champion de France (1967, 1968 et 1969),.

## Histoire
Principal club de tennis de table de la ville, l'Amiens Sport Tennis de Table (ASTT) a été créé en 1945 par Albéric Labaume et Pierre Halattre.
L’équipe première de l’ASTT a remporté à trois reprises le championnat de France en 1967, 1968 et 1969 (vice-champion en 1970, troisième en 1971 et 1975). Ces titres de Champion de France ont valu au club d'être le premier, dans l'histoire du sport picard, à participer à une Coupe d'Europe. L'équipe première masculine a également remporté la Coupe de France en 1966 et 1967. En 1982, la section féminine se qualifie pour la Coupe d'Europe Nancy-Evans.
Des pongistes de dimension nationale et internationale ont été formés ou ont joué au club, tels Jacques Hélaine, Jacques Gambier, Danny Dhondt, François Farout ou encore Nicolas Chatelain.
Le comité directeur de l’ASTT a organisé plusieurs rencontres internationales à Amiens : France-Japon en 1976, France-Pologne en 1982, France-Chine en 1984, et les Championnats de France Individuels en 1968 et 1998. Le club organise tous les ans de multiples compétitions départementales et régionales. En 2013, il accueille en résidence les équipes du Japon seniors et juniors dans le cadre de leur préparation aux championnats du monde. En 2015, La fédération japonaise sollicite de nouveau l'ASTT pour recevoir leur délégation qui prépare les championnats du monde junior (Vendéspace).
Le club occupe la salle Albéric-Labaume depuis 1975. En 1999, le gymnase est réhabilité et agrandi. En 2013, il fait de nouveau l'objet d'une importante mise à niveau afin d’accueillir, dans les meilleures conditions, les équipes nationales du Japon. D'une surface de plus de 1 000 m2, la salle est destinée à la pratique exclusive du tennis de table.
En 2014, le club compte près de 230 licenciés. Une quinzaine d'équipes, féminines, masculines, jeunes, ainsi qu’une section handisport, sont engagées dans les championnats par équipes, du niveau départemental au niveau national. 
À l'issue de la saison 2014/2015, l'équipe première masculine retrouve la Nationale 1.

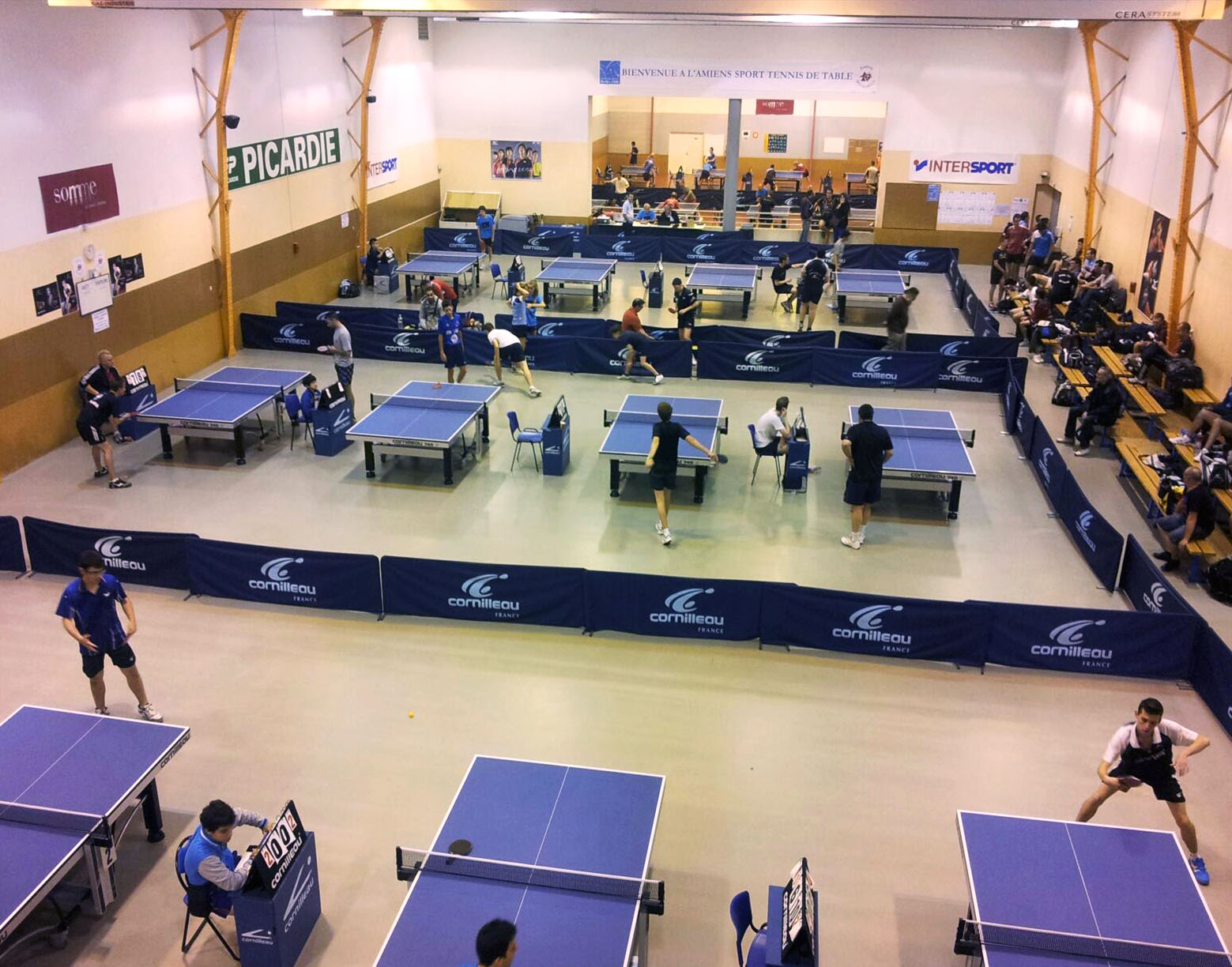
L'Amiens Sport Tennis de Table dans le gymnase Albéric-Labaume.

## Palmarès

### Section masculine
- Nationale 1 (Première division équivalente à l'actuelle Pro A) (3)
  - Champion en 1968 et 1969
  - Vice-champion en 1967[7], 1970
  - 3e en 1974
- Coupe de France masculine (2)
  - Vainqueur en 1966 et 1967
- Qualification de la section féminine en Coupe d'Europe Nancy-Evans en 1982

### Section féminine
- Nationale 1 : 3ème en 1985

## Bilan en Pro B masculine
| Saison                                | Cl  | Pts | J  | V  | N | D  | Pp | Pc | Diff |
| ------------------------------------- | --- | --- | -- | -- | - | -- | -- | -- | ---- |
| 2021-2022                             | 2e  | 47  | 18 | 13 | 0 | 5  | 47 | 26 | +21  |
| 2020-2021                             | 4e  | 40  | 18 | 12 | 0 | 6  | 40 | 35 | +5   |
| 2019-2020                             | 4e  | 14  | 6  | 4  | 0 | 2  | 14 | 13 | +1   |
| Championnats nationaux de 2006 à 2019 |     |     |    |    |   |    |    |    |      |
| 2005-2006                             | 10e | 26  | 18 | 1  | 6 | 11 | 28 | 64 | -36  |
| 2004-2005                             | 7e  | 26  | 16 | 4  | 2 | 10 | 32 | 52 | -20  |

## Personnalités

### Présidents
| Période       | Nom des présidents |
| ------------- | ------------------ |
| 1944-1968     | Albéric Labaume    |
| 1968-1969     | Jean Renaux        |
| 1970-1971     | Albéric Labaume    |
| 1972-1979     | Jacques Gambier    |
| 1980-1985     | Jacques Hélaine    |
| 1986-1992     | Jany Froissart     |
| 1992-2007     | Jean Royon         |
| 2007-2008     | Stéphane Baert     |
| 2008-2012     | Dany Bourré        |
| 2012-2013     | Claudette Vaquette |
| 2013-en cours | Denis Chatelain    |

### Joueurs emblématiques
- Nicolas Chatelain : pongiste international français
- Aurore Dessaint : pongiste internationale française
- Danny Dhondt : pongiste international français
- François Farout : pongiste international français
- Jacques Gambier : pongiste international français
- Jacques Hélaine : pongiste international français

## Organisation d'événements sportifs
- Championnat de France seniors en 1968 et 1998 ;
- Rencontre internationale entre la France et le Japon en 1975 ;
- Rencontre internationale entre la France et la Pologne en 1982 ;
- Rencontre internationale entre la France et la Chine en 1984 ;
- Résidence de l'équipe nationale du Japon senior en mai 2013 pour la préparation des Championnats du monde de tennis de table 2013 (Paris)[10] ;
- Résidence de l'équipe nationale du Japon junior en novembre 2013 pour la préparation des Championnats du monde junior de tennis de table 2013 (Rabat)[11] ;
- Résidence de l'équipe nationale du Japon junior en novembre 2015 pour la préparation des Championnats du monde junior de tennis de table 2015 (Vendéspace à Mouilleron-le-Captif).